# Savage (Maryland)
Savage – jednostka osadnicza w Stanach Zjednoczonych, w stanie Maryland, w hrabstwie Howard.